# Francoska mesta in pokrajine umetnosti in zgodovine
Francoska mesta in pokrajine umetnosti in zgodovine (francosko Villes et pays d’art et d’histoire) je uradna francoska oznaka za umetnostno-zgodovinska območja v Franciji, ki jo od leta 1985 podeljuje francosko ministrstvo za kulturo občinam in pokrajinam za ohranjanje in spodbujanje naravne, arhitekturne in industrijske dediščine.
Ta zaveza je zavarovana z dogovorom med glavno upravo za dediščino (Direction générale des patrimoines), regionalnimi upravami (DRAC) in skupnostmi, ki jih ta zaveza zadeva. Sporazum določa finančno in tehnično podporo Ministrstva za kulturo, obveza skupnosti pa je zagotovitev ustrezno kvalificiranega osebja, odobrenega s strani minstrstva (turistični vodniki, animatorji,... ).
Svet mest in pokrajin umetnosti in zgodovine, ustanovljen leta 1995, deluje v razvoju in splošnih usmeritvah ter daje mnenja o kandidatih za podelitev oznake oz. za umik oznake ob nespoštovanju pogojev. DRAC zagotavlja izvajanje te politike na regionalnem nivoju. Kot privilegiran sogovornik mest in pokrajin za usposabljanje in nadzor osebja zagotavlja ustreznost projekta in njegovo vključitev v kulturno krajino regije.
Na dan 27. junij 2011 je bilo na ta seznam vključenih 101 mesto in 52 pokrajin, poleg njih obstaja še 97 varovanih območij in 610 območij zaščite arhitekturne dediščine.

### Seznam mest in pokrajin umetnosti in zgodovine po regijah
| Regija                     | Mesta umetnosti in zgodovine | Pokrajine umetnosti in zgodovine |
| -------------------------- | --- | --- |
| Alzacija                   | Strasbourg, Mulhouse | Le Val d’Argent, Guebwiller |
| Akvitanija                 | Bordeaux, Périgueux, Sarlat-la-Canéda, Pau, Oloron-Sainte-Marie | Béarn des Gaves |
| Auvergne                   | Moulins | Pays Issoire Val d'Allier jug, Pays du Haut-Allier, Pays de Riom, Pays de Saint-Flour, Pays du Puy-en-Velay, Pays de Billom Saint-Dier-d'Auvergne                                                               |
| Bretanja                   | Concarneau, Dinan, Dinard, Fougères, Lorient, Morlaix, Quimper, Rennes, Vannes, Vitré | |
| Burgundija                 | Autun, Auxerre, Chalon-sur-Saône, Dijon, Joigny, Nevers | Auxois, Charolais-Brionnais |
| Center                     | Blois, Bourges, Chinon, Loches, Orléans, Tours, Vendôme | Pays de Loire Touraine (58 občin in Skupnosti občin okoli Amboise) |
| Franche-Comté              | Besançon, Dole | Pays de Montbéliard, Pays du Revermont (Poligny, Arbois, Salins) |
| Île-de-France              | Boulogne-Billancourt, Étampes, Meaux, Noisiel, Pontoise, Rambouillet, Aglomeracijska skupnost Saint-Quentin-en-Yvelines, občine Trappes, Elancourt, Guyancourt, Montigny-le-Bretonneux, Voisins le bretonneux, Magny-les-Hameaux in La Verrière | |
| Jug-Pireneji               | Cahors, Figeac, Montauban | Pays des bastides du Rouergue (Najac, Sauveterre-de-Rouergue, Villefranche-de-Rouergue, Villeneuve d’Aveyron), Pays de la Vallée de la Dordogne, Pays des Pyrénées cathares (kanton Mirepoix, kanton Lavelanet) |
| Korzika                    | Bastia, Sartène | |
| Languedoc-Roussillon       | Beaucaire, Narbonne, Nîmes, Perpignan, Uzès, Villeneuve-lès-Avignon | Pays de Mende in Lot-en-Gévaudan, Pays de Pézenas |
| Limousin                   | Allassac, Donzenac, Estivaux, Limoges, Orgnac, Perpezac-le-noir, Sadroc, Saint-Bonnet-l’Enfantier, Saint-Pardoux-l’Ortigier, Saint-Solve, Saint-Viance, Ussac, Uzerche, Varetz, Vigeois, Voutezac, Vignols                                      | |
| Loara                      | Angers, Fontenay-le-Comte, Guérande, Laval, Le Mans, Nantes, Saumur | Perche sarthois, Coëvrons-Mayenne, Vallée du Loir |
| Lorena                     | Bar-le-Duc, Metz | |
| Nord-Pas-de-Calais         | Arras, Boulogne-sur-Mer, Cambrai, Lille, Roubaix, Saint-Omer | pays de Lens-Liévin |
| Normandija                 | Dieppe, Elbeuf, Fécamp, Le Havre, Rouen | pays d’Auge, clos du Cotentin & Valognes, pays de Coutances |
| Pikardija                  | Amiens, Beauvais, Chantilly, Noyon, Saint-Quentin, Laon, Soissons | |
| Poitou-Charentes           | Angoulême, Poitiers, Rochefort, Saintes, Thouars | Skupnost občin Confolentais, pays montmorillonnais, pays de l’Angoumois, pays Mellois, pays de Parthenay |
| Provansa-Alpe-Azurna obala | Arles, Briançon, Fréjus, Grasse, Menton | Pays du Comtat Venaissin in Carpentras, Provence verte |
| Rona-Alpe                  | Saint-Étienne, Valence, Vienne | Pays des Hautes vallées de Savoie, Pays de Saône Vallée |
| Šampanja-Ardeni            | Châlons-en-Champagne, Langres, Reims, Sedan, Troyes | |